# Staurocladia wellingtoni
Staurocladia wellingtoni is een hydroïdpoliep uit de familie Cladonematidae. De poliep komt uit het geslacht Staurocladia. Staurocladia wellingtoni werd in 1996 voor het eerst wetenschappelijk beschreven door Schuchert. 